# Новий Белград (громада)
Новий Белград (серб. Novi Beograd, серб. кир.: Нови Београд) — міська громада столиці Сербії Белграда, розташована 
на лівому березі річки Сава. Займає площу 4096 га, на якій за переписом 2011 року проживало 214 506 жителів. За даними останнього перепису 2022 року, населення становило 209 763 особи.

## Історія

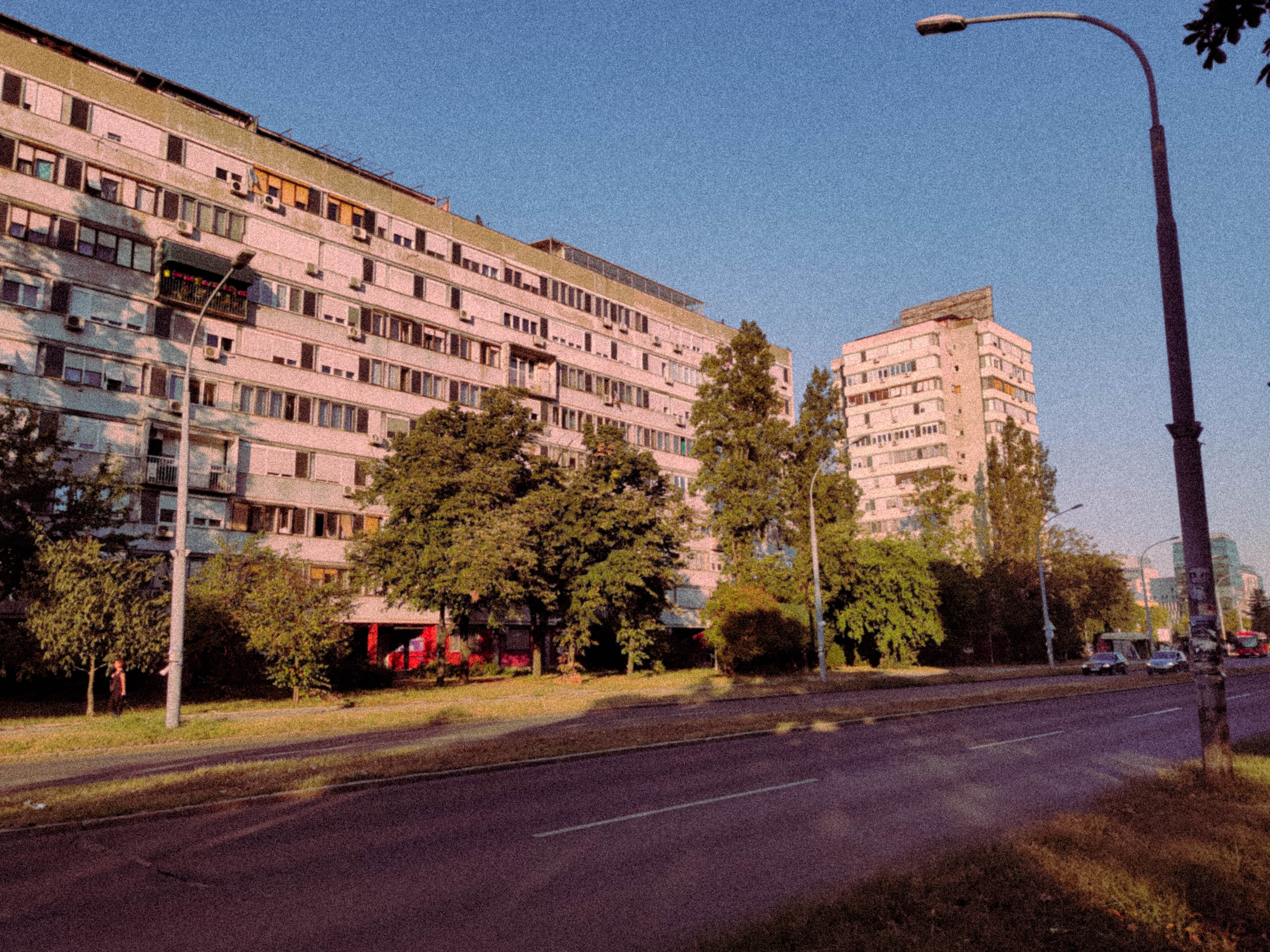
Новий Белград, 2-й мікрорайон

Першу історичну згадку про поселення людей на території сучасного Нового Белграда відносять до часів турецького панування над Сербією. Її знайдено в книжці «Крушевски поменик» 1713 року, в якій згадується про існування сербського поселення під назвою Бежанія ще в 1512 році. Там також зазначається, що в селі було 32 хати, а в 1810 році це число зросло до 115.
Протягом XVIII століття Бежанію населяли виключно серби, але після відступу турків новий завойовник Австро-Угорщина заохочувала селитися німців, угорців і хорватів. Між двома світовими війнами, за часів Королівства Югославії, поселення перемістилося ближче до річки Сава, тоді виникли Саймиште (нині Старо-Саймиште) і Ново-Населє. 1938 року в місцевості Старо-Саймиште спорудили комплекс будівель. Там на площі 15 000 км2 проходили ярмарки та виставки, метою яких було продемонструвати економічний розвиток Королівства Югославії. У 1941 році після окупації Югославії німецькою армією та її союзниками у місцевості Саймиште гітлерівці створили табір смерті.
Перші міські плани, які передбачали розширення Белграда на лівий берег Сави, складено ще в 1923 році, але нестача коштів і робочої сили для осушення болотистої місцевості відклала їх на невизначений строк. 1924 року белградець Петар Кокотович відкрив кафану, яку назвав «Новий Белград», а після 1945 року той же Кокотович став головою місцевої громади Ново-Населє—Бежанія, яка згодом переросла в міську громаду Новий Белград. У Бежанії 1924 року споруджено летовище. У 1939 році в Земуні вийшов перший номер тижневої газети «Новий Белград». 
На території теперішнього 18-го мікрорайону (блоку) у 1932 році засновано поселення під назвою Новий Белград. До 1940 року воно розрослося до семи пронумерованих паралельних вулиць, на яких було 450 будинків і понад 3000 жителів.

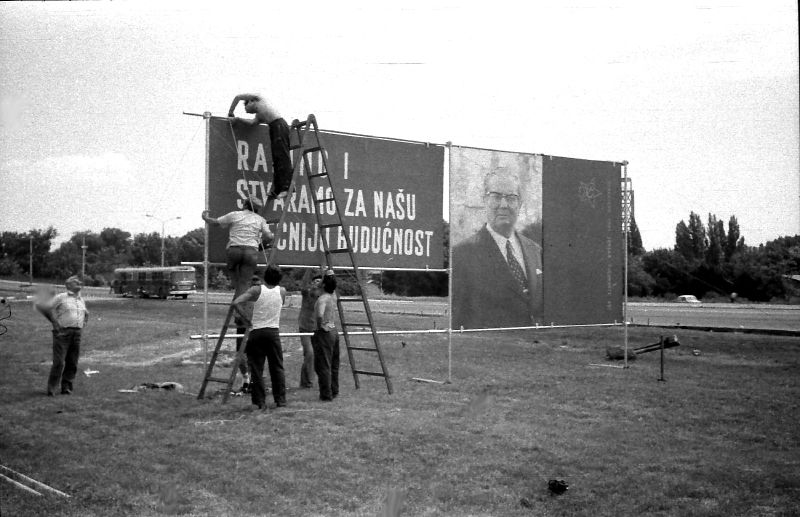
На білборді зображення Тіто і текст «Працюємо і творимо задля нашого щасливішого майбутнього».

Перший камінь у фундамент Нового Белграда закладено через три роки після Другої світової війни у 1948 році, а 1952 року засновано громаду Новий Белград, яка перетворилася на мегаполіс і далі розростається.

## Географічні особливості
Новий Белград лежить на північний захід від старої частини міста, з якою її сполучають 6 мостів (Бранків міст, Газела, Старий Савський міст, Старий і Новий залізничні мости, а також найновіший, через Аду-Циганлію, відкритий у 2011 році). Через центр Нового Белграда проходить європейська траса E-75. В адміністративному відношенні його північно-східна частина починається на правому березі Дунаю, безпосередньо перед впадінням Сави в Дунай.
Головна фізична особливість Нового Белграда — його рівнинна місцевість, яка вельми контрастує зі старою частиною міста, зведеною на 32 пагорбах. Окрім своєї західної частини Бежанії, Новий Белград виріс на місцині, в основі якої на початку будівництва в 1948 році було болото. На побудову Нового Белграда роками доставляли пісок із Малого ратного острова на Дунаї, поки не залишилася тільки невеличка, вузька, лісиста смуга землі, яка є й сьогодні.
З усіх міських громад сербської столиці Новий Белград має найбільше зелених зон загальною площею 3,47 км² або 8,5 % його площі.